# Koninklijke Harmonie Ypriana
Koninklijke Harmonie Ypriana is een Belgische harmonievereniging met predicaat Koninklijk uit Ieper.
De vereniging is opgericht in 1920, als een van de eerste culturele verenigingen na de Eerste Wereldoorlog. De harmonie treedt op diverse binnen- en buitenlandse podia op. Het orkest heeft onder andere gespeeld op het Wereld Muziek Concours te Kerkrade en het Dranouter Folkfestival. In 2012 was Ypriana het begeleidingsorkest tijdens Nekka Nacht in het Antwerpse Sportpaleis.
Ypriana werd in 2002 in de Ereafdeling opgenomen op het Provinciaal Muziektoernooi te Menen. In 2004 werd de harmonie Provinciaal Vlamo laureaat in de Superieure afdeling. In die afdeling speelde het orkest in 2015 de finale van de Provinciale Orkestwedstrijd van West-Vlaanderen in Concertgebouw Brugge. Tot op vandaag treedt het orkest aan in deze afdeling.
Naast concerten en wedstrijden zet Ypriana de traditie van wandelconcerten en herdenkingsplechtigheden verder, zowel in Ieper en daarbuiten. Ypriana werkt daarvoor regelmatig samen met de Last Post Association, onder andere voor de jaarlijkse concerten The Great War Remembered op Wapenstilstand.

## Dirigent
De Koninklijke Harmonie Ypriana wordt sinds 1992 geleid door chef-dirigent Nico Logghe. Lennert Schreel is tamboer-majoor.

## Deelverenigingen
Onder de koepel van Koninklijke Harmonie Ypriana vzw bevinden zich nog het Ieperse KinderOrkest (IKO), Ons Kramikkels (harmonie en trommelkorps), Y-Percussion, en De Brasserie (koperensemble).

## Lijst van dirigenten Ypriana
- 1920-1924: Georges Van Egroo
- 1924-1929: Albert Van Egroo
- 1929-1931: Lionel Blomme
- 1931-1953: François Deridder
- 1953-1963: Jos Hanniken
- 1963-1966: Guy Duijck
- 1966-1975: Henri Van den Broeck
- 1975-1992: Edmond Jonghmans
- 1992-heden: Nico Logghe